# Bao Yingying
Bao Yingying (n. 6 noiembrie 1983, Qidong⁠(d), Jiangsu, Republica Populară Chineză) este o scrimeră chineză, medaliată olimpică. A participat la o ediție a Jocurilor Olimpice (2008) în care a câștigat o medalie de argint.